# Cantus Verkehrsgesellschaft
Het cantus Verkehrsgesellschaft mbH (Latijn cant(h)us: "ijzeren wielband, velg") is een Duitse spoorwegonderneming met het hoofdkantoor in Kassel. Het is een gedeelde dochteronderneming van de maatschappijen Hessische Landesbahn GmbH (HLB) en BeNEX GmbH, de laatste is een dochteronderneming van de Hamburger Hochbahn AG (HHA). Cantus rijdt treinen in het noordoosten van de deelstaat Hessen, tussen de steden Kassel, Göttingen, Eisenach, Bebra en Fulda. 

## Lijnen
Bij de nieuwe dienstregeling van 2007 (december 2006) exploiteert cantus voor tien jaar de volgende lijnen:
| Serie | Treinsoort            | Route                                                            | Bijzonderheden                |
| ----- | --------------------- | ---------------------------------------------------------------- | ----------------------------- |
| R 5   | Regionalbahn (cantus) | Kassel Hbf – Kassel-Wilhelmshöhe – Bebra – Bad Hersfeld – Fulda  |                               |
| R 6   | Regionalbahn (cantus) | Bebra – Eisenach                                                 |                               |
| R 7   | Regionalbahn (cantus) | Göttingen – Eichenberg – Eschwege – Bebra – Bad Hersfeld – Fulda | Enkele treinen van/naar Fulda |
| R 8   | Regionalbahn (cantus) | Göttingen – Eichenberg – Hann. Münden – Kassel Hbf               |                               |

De lijnen R7 en R8 zijn tussen Göttingen en Eichenberg gekoppeld.
De lijn R8 droeg tot 2015 het nummer R1.
Naast het net in Hessen schreef cantus zich in voor de concessie deelnetwerk Würzburg, dat een as is van Würzburg naar Schlüchtern (ten zuiden van Fulda). De concessie werd gewonnen door DB Regio Franken. Tevens deed cantus mee met de concessie "Saale-Thüringen-Südharz", die uiteindelijk naar Abellio Rail Mitteldeutschland ging. 
Op 24 mei 2014 behield cantus de concessie "Nord-Ost-Hessen-Netz" en kon hierdoor vanaf december 2016 voor 15 jaar blijven rijden in het noordoosten van Hessen.

## Treinstellen
Voor de exploitatie werden 14 drie- en zes vierdelige elektrische treinstellen van het type Stadler FLIRT besteld, die op vier lijnen rijden. De driedelige treinstellen hebben 167 zitplaatsen en 176 staplaatsen (in totaal 343 plaatsen), de vierdelige treinstellen hebben 219 zitplaatsen en 238 staplaatsen (in totaal 457 plaatsen). De driedelige treinstellen hebben het nummer 427 en de vierdelige treinstellen 428. Doordat de treinen eerder klaar waren reden ze tijdelijk mee in november 2006 de diensten op de spoorlijn Friedberg - Hanau (geëxploiteerd door de HLB) en de lijn Berlijn-Lichtenberg - Eberswalde - Frankfurt, die geëxploiteerd werd door ODEG (deel van de aandelen zijn in handen van HHA).
In de zomer van 2012 werd er een extra vierdelige treinstel bijbesteld. In totaal rijden er nu 21 treinstellen van cantus, die gezamenlijk in bezit zijn van de HLB en de HHA.

## Galerij

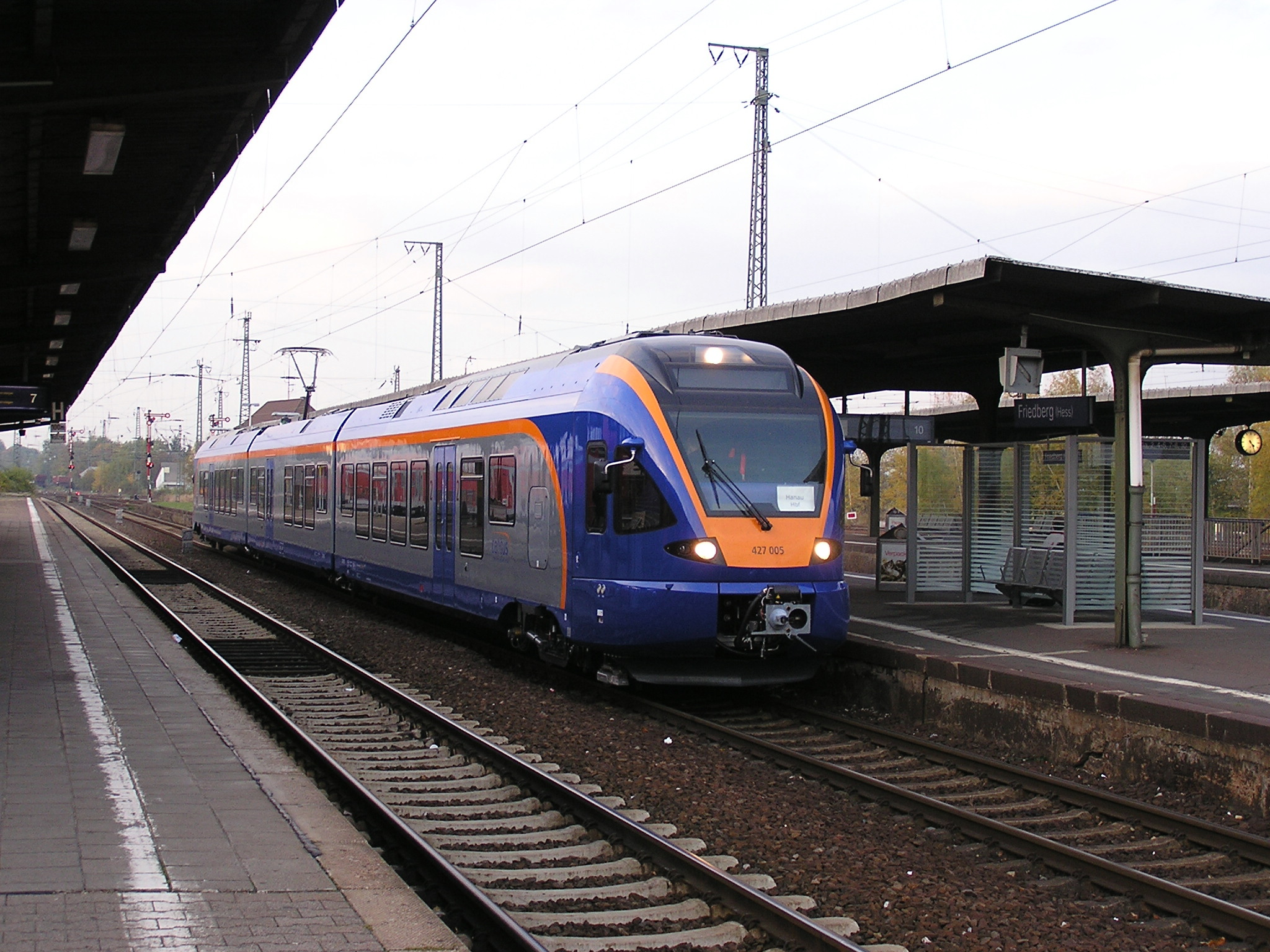
Driedelige FLIRT tijdens een testrit op Station Friedberg
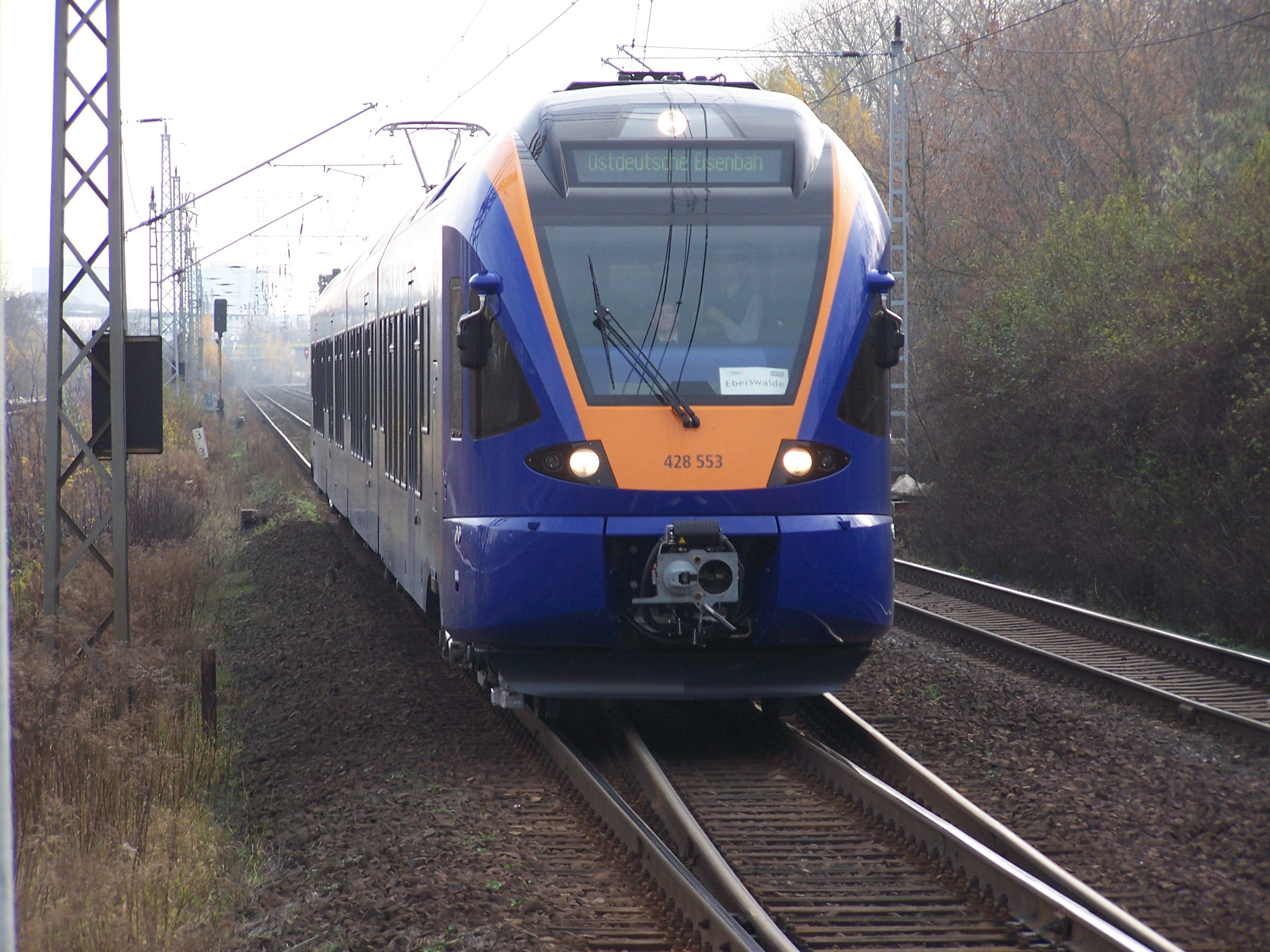
Driedelige FLIRT tijdens een testrit
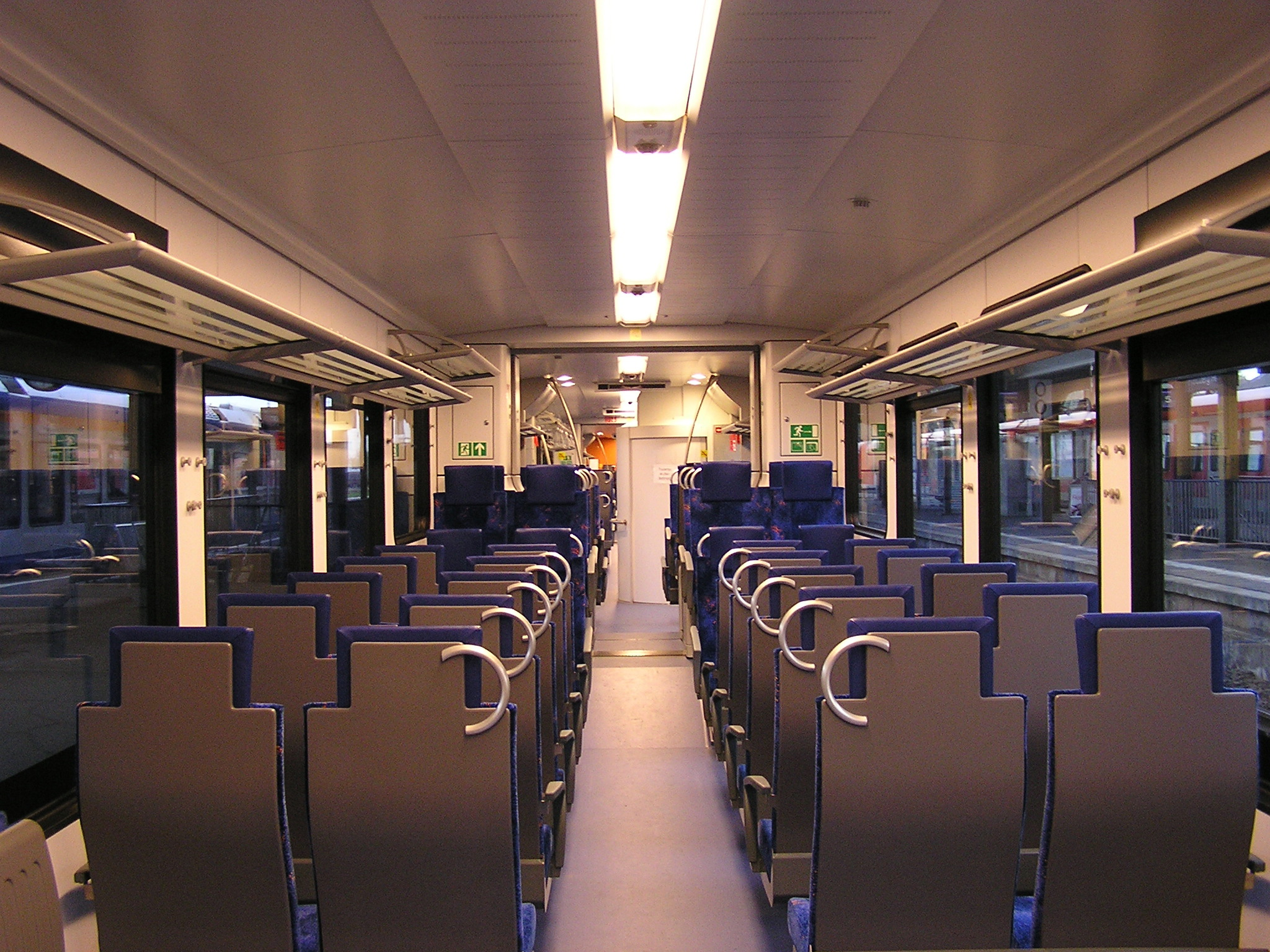
Interieur van de FLIRT-trein
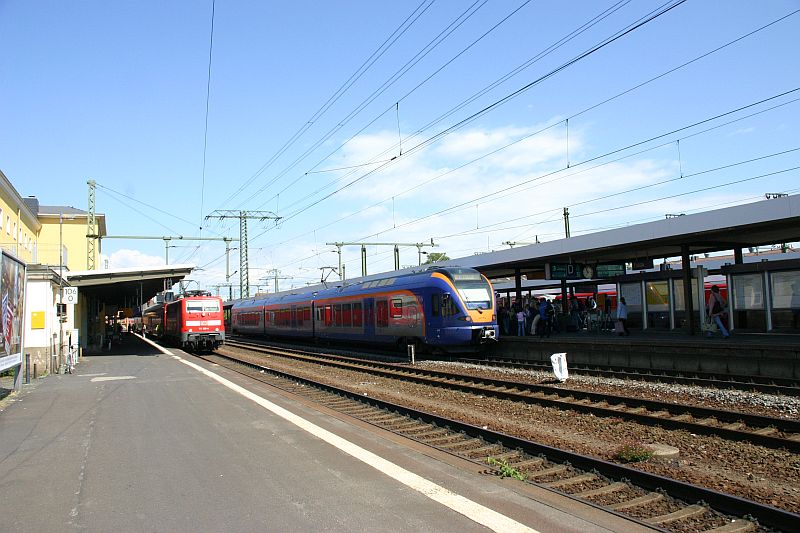
Een FLIRT op Station Fulda
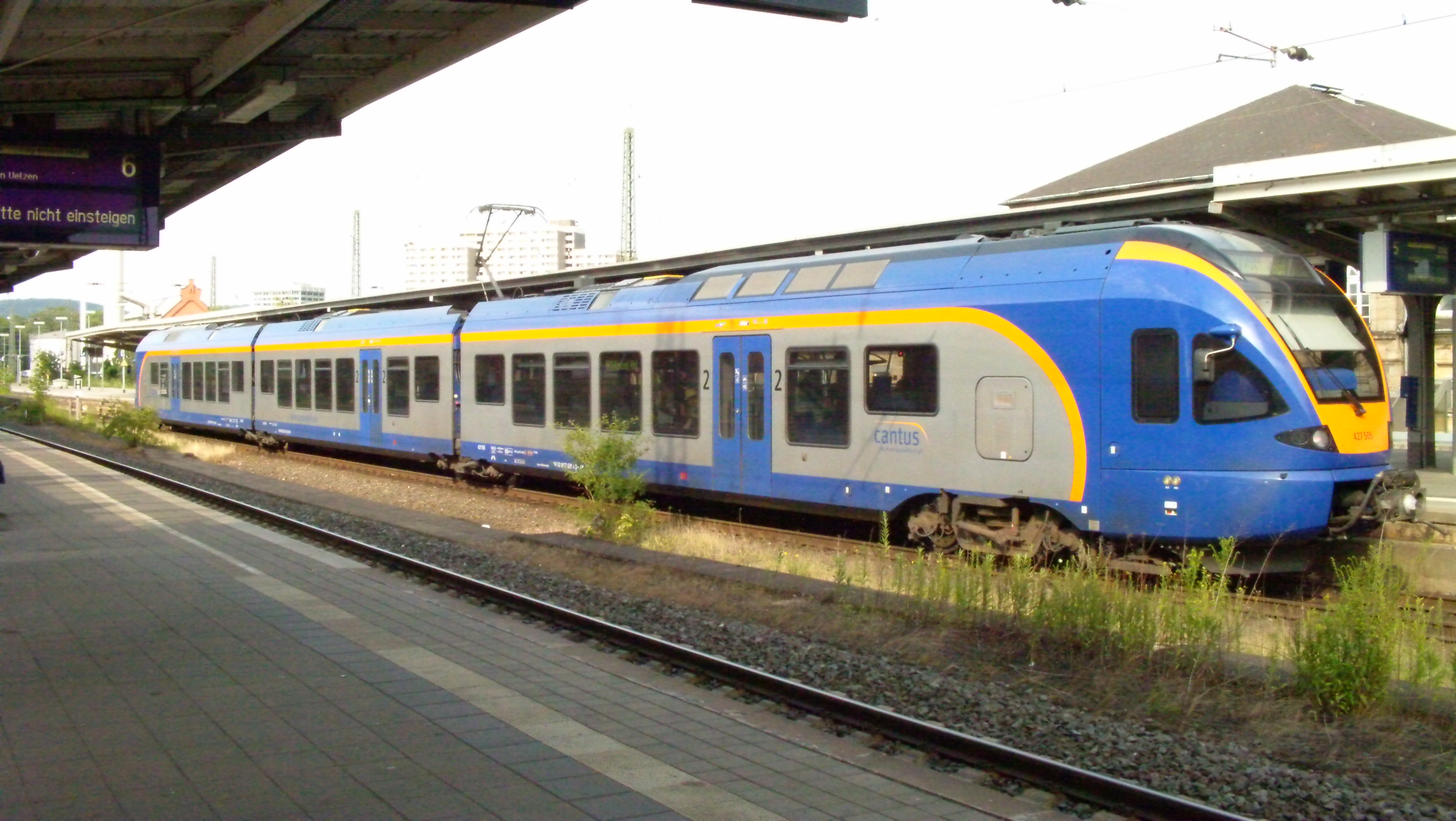
Een tweedelige FLIRT op Station Göttingen